# Johan Clarey
Johan Clarey (Annecy, 8 gennaio 1981) è un ex sciatore alpino francese.

## Biografia

### Stagioni 2000-2009
Specialista delle prove veloci originario di Tignes, in Coppa Europa Clarey ha esordito il 7 dicembre 1999 a Valloire in slalom gigante, senza completare la prova, e ha ottenuto il primo podio il 20 dicembre 2002 a Laax in discesa libera (3º). L'esordio in Coppa del Mondo è avvenuto il 29 novembre 2003 a Lake Louise in discesa libera (50º); ha conquistato il primo piazzamento a punti nel massimo circuito il 10 gennaio seguente col 29º posto nella discesa libera di Chamonix, mentre il 22 gennaio ha colto ad Altenmarkt-Zauchensee nella medesima specialità la prima vittoria in Coppa Europa.
Nel 2007 ha ottenuto il primo piazzamento nei primi dieci in una gara di Coppa del Mondo con il 6º posto nella discesa di Kvitfjell del 10 marzo; in quella stessa stagione 2006-2007 in Coppa Europa si è aggiudicato tre vittorie (tra le quali l'ultima della sua carriera nel circuito continentale, il 9 febbraio a Sarentino in supercombinata) e un terzo posto (il 17 marzo a Santa Caterina Valfurva, sua ultimo podio) che gli hanno permesso di vincere la classifica di discesa libera e quella di supercombinata.

### Stagioni 2010-2020
Il 19 dicembre 2009 ha conquistato il primo podio in Coppa del Mondo in occasione della discesa libera della Saslong in Val Gardena, in cui è giunto 3º a pari merito con Ambrosi Hoffmann e preceduto da Manuel Osborne-Paradis e Mario Scheiber; nella stessa stagione ha preso parte ai XXI Giochi olimpici invernali di Vancouver 2010, sua prima presenza olimpica, classificandosi 27º nella discesa libera e non concludendo la supercombinata, mentre l'anno dopo ai Mondiali di Garmisch-Partenkirchen 2011, suo debutto iridato, si è piazzato 8º nella discesa libera. Nella discesa libera di Coppa del Mondo disputata a Wengen il 19 gennaio 2013, toccando la velocità di 161,9 km/h, ha fatto registrare il record assoluto di velocità mai ottenuto in una discesa libera; l'anno dopo ai XXII Giochi olimpici invernali di Soči 2014 è stato 19º nel supergigante e non ha concluso la discesa libera.

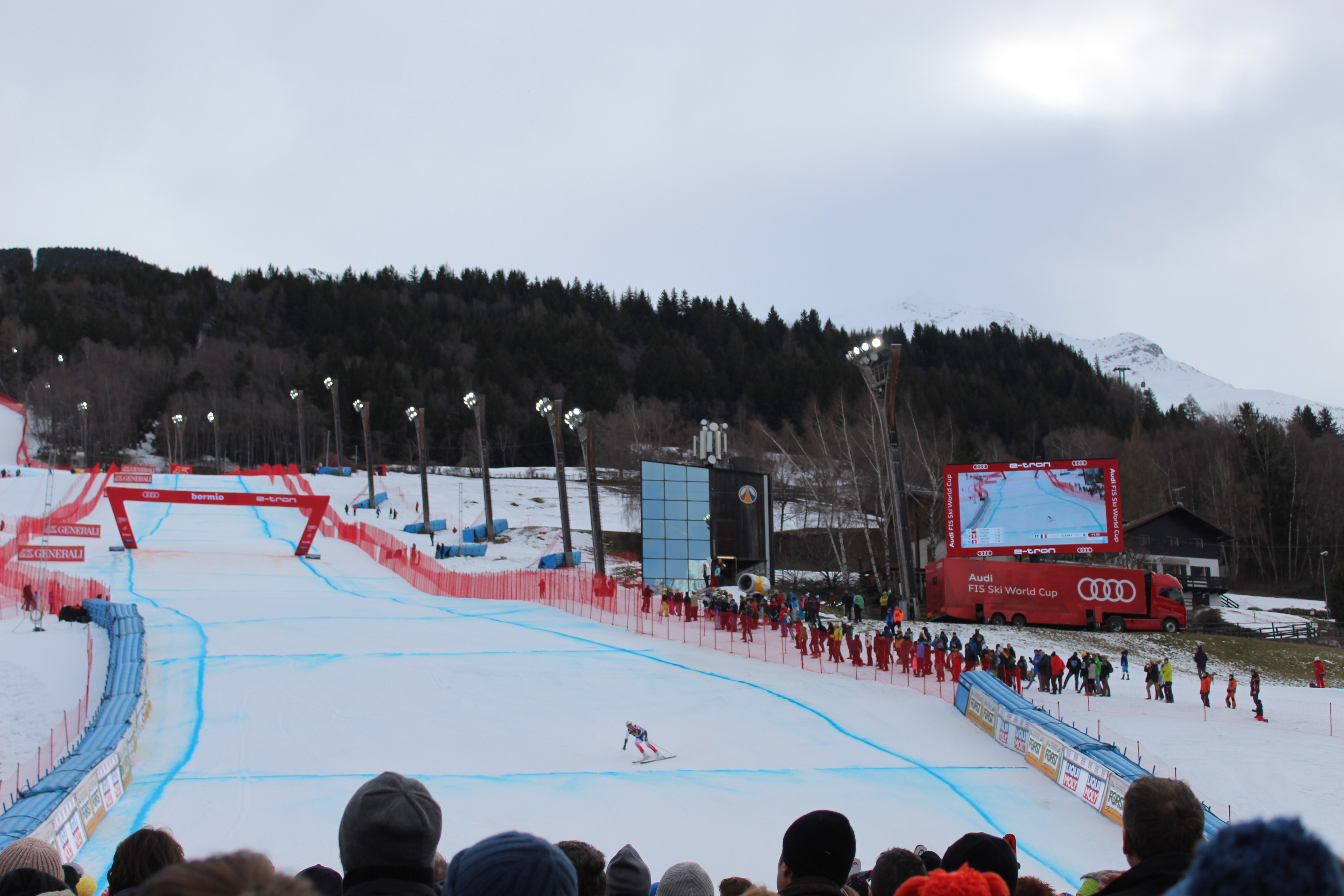
Johan Clarey al traguardo della pista Stelvio di Bormio nel 2019

Ai Mondiali di Vail/Beaver Creek 2015 è stato 16º nella discesa libera e 30º nel supergigante, mentre a quelli di Sankt Moritz 2017 non ha completato la discesa libera. Ai XXIII Giochi olimpici invernali di Pyeongchang 2018 si è classificato 18º nella discesa libera e ai Mondiali di Åre 2019 ha vinto la medaglia d'argento nel supergigante ed è stato 17º nella discesa libera.

### Stagioni 2021-2023
Il 24 gennaio 2021, con il 2º posto conquistato nella discesa libera disputata sulla Streif di Kitzbühel, ha stabilito il nuovo primato di atleta più anziano a salire sul podio in Coppa del Mondo, fino ad allora detenuto dallo svedese Patrik Järbyn; ai successivi Mondiali di Cortina d'Ampezzo 2021 si è classificato 16º nella discesa libera e non ha completato supergigante e ai XXIV Giochi olimpici invernali di Pechino 2022, sua ultima presenza olimpica, ha vinto la medaglia d'argento nella discesa libera.
Il 21 gennaio 2023 ha ritoccato nuovamente il primato di atleta più anziano sul podio in Coppa del Mondo, piazzandosi 2º nella discesa di Kitzbühel, suo ultimo podio in Coppa del Mondo; ai Mondiali di Courchevel/Méribel 2023, suo congedo iridato, si è classificato 23º nella discesa libera. Si è ritirato al termine di quella stessa stagione 2022-2023: la sua ultima gara in Coppa del Mondo è stata la discesa libera disputata a Soldeu il 15 marzo (12º) e la sua ultima gara in carriera è stata la discesa libera dei Campionati francesi 2023, disputata il 30 marzo a Les Orres e nella quale Clarey ha vinto la medaglia d'argento.

## Palmarès

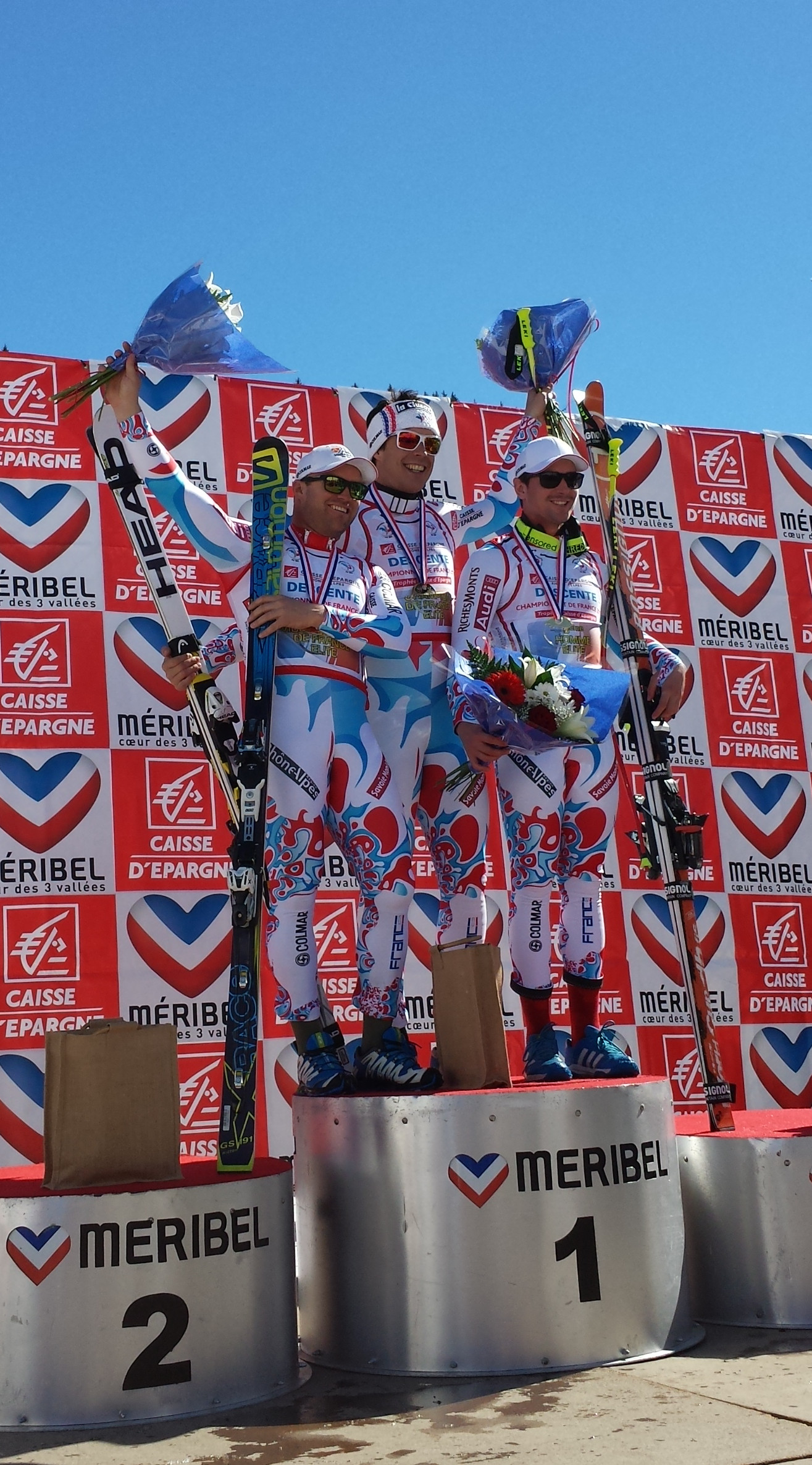
Il podio della discesa libera dei Campionati francesi 2014, disputata il 18 marzo a Méribel, con Johan Clarey (oro, al centro) tra David Poisson (argento, a sinistra) e Maxence Muzaton (bronzo, a destra)

### Olimpiadi
- 1 medaglia:
  - 1 argento (discesa libera a Pechino 2022)

### Mondiali
- 1 medaglia:
  - 1 argento (supergigante a Åre 2019)

### Coppa del Mondo
- Miglior piazzamento in classifica generale: 19º nel 2019, nel 2020, nel 2021, nel 2022 e nel 2023
- 11 podi (10 in discesa libera, 1 in supergigante):
  - 7 secondi posti (6 in discesa libera, 1 in supergigante)
  - 4 terzi posti (in discesa libera)

### Coppa Europa
- Miglior piazzamento in classifica generale: 9º nel 2004
- Vincitore della classifica di discesa libera nel 2007
- Vincitore della classifica di combinata nel 2007
- 8 podi:
  - 5 vittorie (4 in discesa libera, 1 in supercombinata)
  - 1 secondo posto
  - 2 terzi posti

#### Coppa Europa - vittorie
| Data            | Località              | Paese   | Specialità |
| --------------- | --------------------- | ------- | ---------- |
| 22 gennaio 2004 | Altenmarkt-Zauchensee | Austria | DH         |
| 27 gennaio 2004 | Tarvisio              | Italia  | DH         |
| 7 febbraio 2007 | Sarentino             | Italia  | DH         |
| 9 febbraio 2007 | Sarentino             | Italia  | DH         |
| 9 febbraio 2007 | Sarentino             | Italia  | SC         |

Legenda:

DH = discesa libera

SC = supercombinata

### South American Cup
- Miglior piazzamento in classifica generale: 12º nel 2019
- 7 podi:
  - 2 vittorie
  - 1 secondo posto
  - 4 terzi posti

#### South American Cup - vittorie
| Data             | Località | Paese | Specialità |
| ---------------- | -------- | ----- | ---------- |
| 5 settembre 2018 | La Parva | Cile  | SG         |
| 31 agosto 2022   | La Parva | Cile  | SG         |

Legenda:

SG = supergigante

### Campionati francesi
- 13 medaglie:
  - 3 ori (discesa libera nel 2011; discesa libera nel 2014; supergigante nel 2019)
  - 5 argenti (supergigante nel 2003; discesa libera nel 2008; discesa libera nel 2018; discesa libera nel 2019; discesa libera nel 2023)
  - 5 bronzi (supergigante nel 2008; discesa libera nel 2010; supergigante nel 2012; supergigante nel 2015; supergigante nel 2021)